# Loaded (álbum)
Loaded -En Español: Cargado- es el cuarto álbum de estudio de la banda estadounidense The Velvet Underground, editado en septiembre de 1970, siendo este el último álbum de la banda con la participación de Lou Reed y Sterling Morrison. Fue publicado por el sello discográfico Cotillion, subsidiado por Atlantic Records. Dada la descomposición posterior de la banda, el álbum se considera como el "último" disco de la VU.
Constituyó el mayor éxito comercial de la banda en su historia, gracias al tema Sweet Jane, que ha sido versionado por varios artistas, incluyendo a David Bowie y Mott the Hoople. Sin embargo, y a pesar de contar con otros 3 sencillos, el álbum no entró en los listados. También significó un alejamiento importante de la experiementación para centrarse en el rock de los años 70.
En el 2020 el álbum fue ubicado en el puesto 242 de la lista de los 500 mejores álbumes de todos los tiempos, elaborada por la revista estadounidense Rolling Stone.

## Contenido

### Grabación
A diferencia de los álbumes editados en la década anterior, Loaded presenta un sonido menos experimental y más cercano al rock de la década del '70, con influencias en el estilo de bandas como The Rolling Stones, The Byrds y Bob Dylan. Durante las primeras grabaciones se intentó que John Cale regresara a la banda pero solo participó en algunos demos, por otro lado la baterista Maureen Tucker participó de forma limitada dado que estaba embarazada al momento de la preparación de este disco.
Previamente, se habían presentado en vivo varias canciones de este disco, lo cual quedó registrado en el álbum en directo Live at Max's Kansas City, realizado el 23 de agosto de 1970. Finalmente, Loaded fue editado en septiembre de ese mismo año, justo un mes después de que Lou Reed y Sterling Morrison dejaran la banda, lo que dejó a Doug Yule toda la responsabilidad de The Velvet Underground.
En 2003, la revista Rolling Stone clasificó a Loaded en el puesto #109 en su lista "Los 500 mejores álbumes de todos los tiempos".

## Canciones
- Todas las canciones fueron escritas y compuestas por Lou Reed.

Lado-A
1. "Who Loves the Sun" – 2:50
2. "Sweet Jane" – 3:15
3. "Rock & Roll" – 4:47
4. "Cool It Down" – 3:05
5. "New Age" – 4:39

Lado-B
1. "Head Held High" – 2:52
2. "Lonesome Cowboy Bill" – 2:48
3. "I Found a Reason" – 4:15
4. "Train Round the Bend" – 3:20
5. "Oh! Sweet Nuthin'" – 7:23

## Músicos
The Velvet Underground
- Lou Reed - Voz líder, guitarra rítmica y piano.
- Sterling Morrison - Guitarra líder.
- Doug Yule - Teclados, guitarra, bajo, batería y coros. Voz líder en "Who Loves the Sun", "New Age", "Lonesome Cowboy Bill" y "Oh! Sweet Nuthin'".
- Maureen Tucker - Batería (Acreditada, pero no aparece en el álbum).

Músicos adicionales
- Adrian Barber - Batería en "Who Loves the Sun" y "Sweet Jane".
- Tommy Castanero - Batería en "Cool It Down" y "Head Held High".
- Billy Yule - Batería en "Lonesome Cowboy Bill" y "Oh! Sweet Nuthin'".

## Crédito adicional
- Adrian Barber - Ingeniero de sonido
- Geoff Haslam, Shel Kagan y The Velvet Underground - Producción.